# Titus Livius
Titus Livius (Patavium (ma: Padova), i. e. 59 – Patavium, 17) ókori római történetíró. Fő művében a Város alapításától tekinti át a római történelmet az i. sz. I. századig. Amit a köztársaságról leírt, máig is azt ismerjük római történelem címszó alatt.

## Élete
Életéről nem maradt fenn ókori életrajz. Más ókori auktorok utalásaiból tudjuk, hogy Pataviumban született, valamikor i. e. 59 körül. Előkelő családból származott és jó nevelést kapott. I. e. 27 körül érkezett Rómába. Élete ezután jórészt azzal telt, hogy megírta Róma történetét a kezdetektől i. e. 9-ig, Drusus haláláig – a mű végül 142 könyvet tett ki. Szülővárosában halt meg i. sz. 17-ben. Ókori elterjedtségét és sikerét jelzi, hogy ifjabb Plinius beszámol egy gadesi férfiről (Levelek, II. könyv, 13.), aki csak azért utazott el szülővárosából Rómába, hogy megnézze Liviust. Maga ifjabb Plinius pedig, mialatt nagybátyja Pompeii, Herculaneum és Stabiae lakóit mentette, Liviust kért, hogy olvasson. Livius vezette be a későbbi Claudius császárt a történetírásba (Suetonius, Claudius életrajza, XII.). Filozófiai és szónoki műveket is írt, ezek azonban nem maradtak fenn.
Kortársi utalásokból tudjuk, hogy Livius számára az ideális politikus Pompeius Magnus volt, és egyetértett Caesar gyilkosaival (Tacitus, Annales, IV. 34.3). A polgárháborúk lezárása miatt azonban támogatta az Augustus által végrehajtott, a restaurált res publica köntösébe öltöztetett hatalom-összpontosítást is, ami miatt nem esett bántódása, hasonlóan Horatiushoz, aki pedig fegyverrel is harcolt Augustus ellen.

## A mű előképei és forrásai
Történeti művét hagyományosan Ab Urbe condita (A város alapításától) néven emlegetik. Livius maga Annalesnek nevezte alkotását, mivel a papok által vezetett évkönyvek, annalesek mintájára évről évre haladva meséli el az adott esztendő fontosabb eseményeit. Magyarul „A római nép története a város alapításától” címet kapta.
A hivatalos annalesek mellett felhasználhatta a korábbi római történetírók munkáit. Forrásai között megemlíthetők: Polübiosz, Fabius Pictor, L. Cincius Alimentus, Claudius Quadrigarius, Valerius Antias, Caeilius Antipater. Aelius Tubero és L. Calpurnius Piso. Ezektől eltérően azonban ő az első történetíró, aki semmilyen hivatalos tisztséget nem vállalt, hanem kizárólag a történetírásnak szentelte magát.

## A mű jellege
Az Ab Urbe condita az Augustus császár által megteremtett principátus hivatalos propagandájába illeszkedett, annak kvázi hivatalos történelem-szemléletét, a kanonizált római történelmet jelenti, szemben például Cremutius Cordus, illetve Titus Labienus Rabienus történelmével, melyeket már az ókorban megsemmisítettek a szerzőkkel együtt a principátus ügynökei. Livius célja annak bemutatása, hogyan kell viselkednie egy világbirodalommá vált állam politikusának, illetve polgárának, hogy el lehessen kerülni egy újabb polgárháborút, illetve hogy ki lehessen élvezni a béke és a birodalom nyújtotta előnyöket. A köztársasági erényekhez való visszatérést hirdető augustusi restauráció szellemében a múltban keresi a helyes magatartás elemeit. Livius célja annak bemutatása, hogy az ősök erényeinek (mos maiorum) követése miképp emelte föl, az erények elkorcsosulása pedig miképpen taszította polgárháborúba a római államot. Az ősi szokások megismerésére egyfelől a XII táblás törvények kínálják a legjobb lehetőséget, a XII táblás törvények egyenesen a Livius jelenének viszonyait szabályozó római köz- és magánjog forrásának (fons omnis publici privatique iuris,” Livius III.könyv, 34.caput) tekinthetők – a latin nyelvű irodalomban itt jelenik meg a jogforrás kifejezés legelőször. Az ősi szokások másfelől a régi római hősök tetteiből, cselekedeteiből rajzolódnak ki. Livius hőseinek cselekedetei ezért aktuálpolitikai töltettel bírtak.
Az ősök példázatai (exemplum maiorum) római hősök életét és cselekedeteit mutatják be. Az exemplumok nem elsősorban történetileg igazolható eseményeket beszélnek el. Az ókori moralizáló történetírásnak megfelelően az exemplumok olyan közhelyekből épülnek fel, és olyan forgatókönyveket követnek, melyekből erkölcsi tanulságot lehet levonni. Az exemplumok a virtus (kb. harci erény) és a pietas (kb. istenfélelem, jámborság, kegyesség) szerepét hangsúlyozzák. Pozitív exemplum például Cincinnatus története, aki patricius létére szegénységben élt, és maga művelte meg a földjét. Mikor a római államnak dictátorra volt szüksége, a senátus küldöttsége éppen szántás közben lepte meg. A követek hívására Cincinnatus az eke mellől (ab aratro) elvállalta a dictátorságot, legyőzte az ellenséget, majd lemondott és visszatért az ekéje mellé. A történet a hatalmától meg nem ittasult és az egyszerű földművelő erényeket követő római politikus ideálját jeleníti meg. Negatív exemplum viszont Coriolanus, aki nem tud lemondani hatalmáról, összeveszik a senátusszal, majd hazája ellen tör. Ebben az exemplumban a patríciusok félelme tükröződik az olyan politikussal szemben, aki népszerűségének köszönhetően egyeduralomra tör. A kortársi történetírók, így például Cornelius Nepos is exemplumokból építi föl műveit. Maga Augustus is kedvelte az exemplumokat: szívesen olvastatott föl magának történetírói műveket, és az abban található hősi cselekedeteket, példázatokat kijegyzeteltette és elküldette a rokonainak, barátainak (Suetonius: Augustus életrajza, 89,2). Livius egyes helyeken egyenesen Augustus alakját és politikai tetteit vetíti vissza a múltba, így például Camillus exemplumában.
Érdekes viszont, hogy Livius egyes helyeken eltér az augustusi propagandától: nem boncolgatja például a Iulius nemzetség ősi származását, illetve Marius kapcsán a liviusi jellemzés teljesen eltér az Augustus fórumán található elógium (kb sírbeszéd, halottak szobraira vésett dicsőítő beszéd) szövegétől. Talán ez az Augustus által favorizált politikusokról alkotott alternatív vélemény is hozzájárult ahhoz, hogy éppen az Augustus császár közvetlen elődeit bemutató könyvek vesztek el, a távolabbi „ősök” viszont nem.
Livius tudja, hogy részben ő konstruálja a történelmet, amit leír, mikor egyes források kapcsán elutasítja a forráskritikát. Borzsák István szerint például a köztársaságkori nemzetségekre vonatkozó elbeszélései jórészt azzal a szándékkal íródtak, hogy a saját korának nemzetségei számára kreáljon ősöket. A történelem konstrukció voltát, valamint a létrejött birodalom kulturális imperializmusának cinizmusát olvashatjuk ki a Bevezetőből:
Mindazokat az inkább költői történetekkel megszépített, mintsem megbízható történeti tényekkel igazolható eseményeket, amelyeket a hagyomány a Város alapítása vagy az alapítás terve előtti időkről elmond, nem szándékozom sem igazolni, sem cáfolni. Legyen előjoga a régmúltnak, hogy az emberi és isteni dolgokat összevegyítve még méltóságteljesebbé teszi a városok eredetét. S ha van nép, amely szent színben tüntetheti fel saját származását, s az istenekre vezetheti vissza eredetét, akkor a római nép elég harci dicsősséget szerzett ahhoz, hogy ha magát Mars istent tartja is alapító atyjának, az emberiség viselje el ezt éppolyan belenyugvással, mint ahogy uralmát is elviseli.
Polübioszhoz hasonlóan ő is tisztában van azzal, hogy olyan világbirodalom jött létre a római hódítással, amihez alig találni hasonlót a korábbi birodalmak között. Az Imperium Romanum hatalomban megelőzi az összes korábbi birodalmat: ezek hatalma sorra elenyészett és egyik birodalomról a másikra, és legvégül Rómára szállt át – a hatalom átszállását nevezik translatio imperii-nek. A Polübiosznál is fellelhető gondolat – ti., hogy Róma felemelkedését a polgárok egyetértése tette lehetővé – Liviusnál is megfigyelhető. Livius szerint is Róma hatalmát a különböző rendbe tartozó polgárok egyetértése, azaz a concordia ordinum tette lehetővé. Azonban Polübiosztól eltérően Livius a hangsúlyt nem az intézményekre, a kevert alkotmányra, hanem az erények művelésére helyezi.
Az aranykori költők szívesen hasonlították a rómaiak polgárháborúját befejező és a birodalmat megszilárdító, sőt azt bővítő Augustust a hasonló tetteket végrehajtó Alexandroszhoz. Livius is hasonlóan jár el, mikor eljátszik a „Mi lett volna ha...?” gondolattal is (uchronia). Mi lett volna, ha Nagy Sándor nem keleti irányban indul el hódító hadjáratára, hanem nyugati irányba fordult volna? – teszi föl a kérdést. Livius itt a Polübiosz művében (XVIII.11-15. caputok) foglaltakhoz hasonlóan először összeveti a római légiókat és a makedón sereg hadrendjét, majd római öntudattal kijelenti, hogy:
legyőzünk, és le fogunk győzni akár ezer, a Sándor makedón hadánál még félelmesebb sereget is, csak ne szűnjünk meg szeretni a békét, amelyben élünk, s szívünkön viselni a polgárok egyetértésének gondját

## Tartalomjegyzék

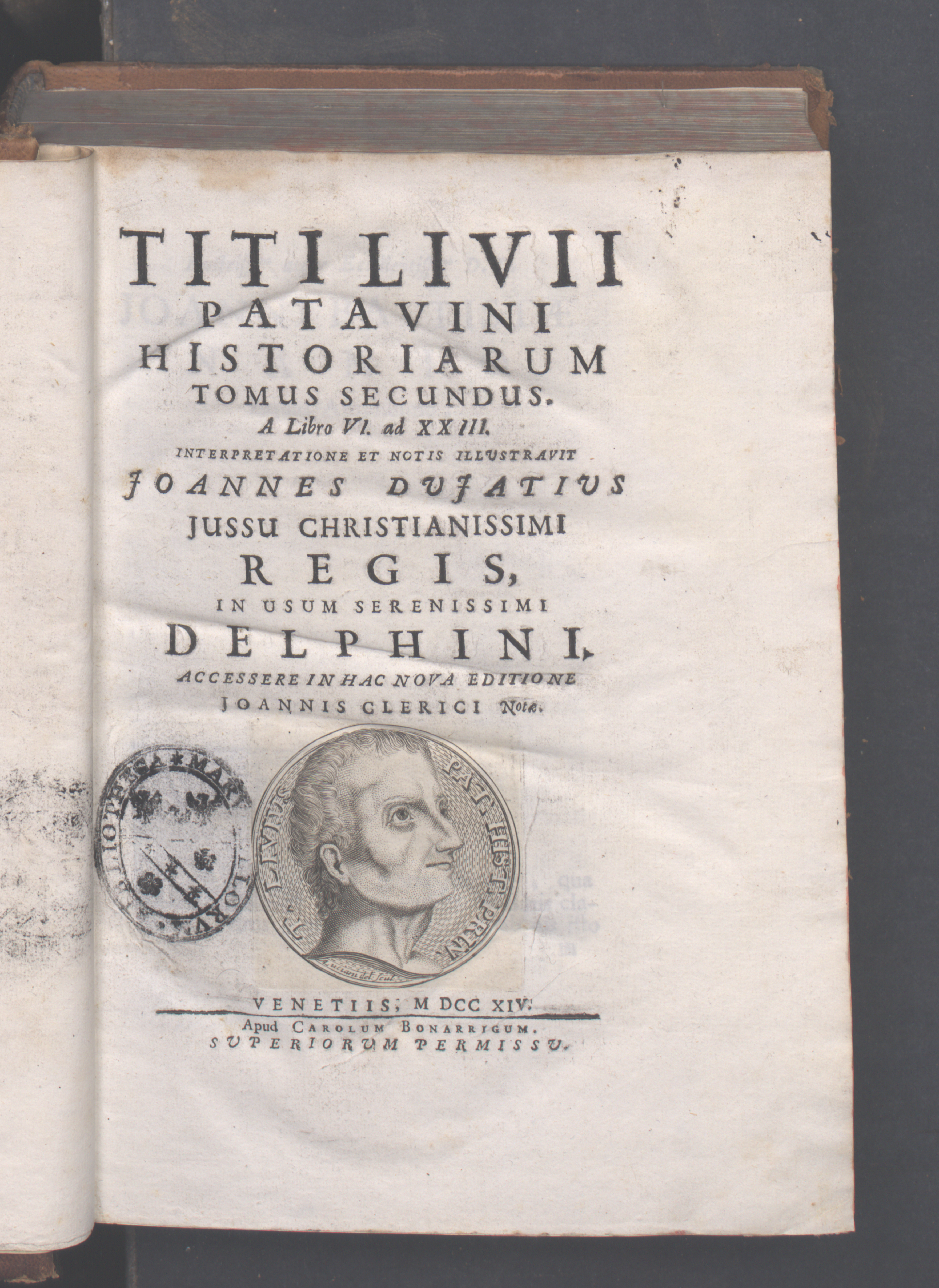
Ab Urbe condita, 1714

- 1–5. könyv: a királyok és a köztársaság kora i. e. 390-ig
- 6–15. könyv: Itália meghódítása 265-ig
- 16–20. könyv: Az első pun háborútól a második pun háború kezdetéig, 219-ig
- 21–30. könyv: a második pun háború végéig, 201-ig
- 31–45. könyv: a harmadik makedón háború végéig
- 46–60. könyv: Scipio Minor tevékenysége
- 61–75. könyv: Mariusszal kapcsolatos történeti események
- 76–90. könyv: a történések Sulla haláláig
- 91–105. könyv: Pompeius és a vele kapcsolatos események
- 106–120. könyv: Caesar tettei
- 121–135. könyv: Octavianus harcai a béke megteremtéséért
- 136–142. könyv: Augustus kül- és belpolitikai tevékenysége i. e. 9-ig, Drusus haláláig

A 142 könyvből fennmaradt az 1–10. könyv, illetve 21–45. könyv – ezekből a 41. és 43. hiányosan. Az elveszett könyvekből más írók hivatkozásai, illetve kivonatai nyomán töredékeket ismerünk. Fennmaradt az egyes könyvek tartalomjegyzékeinek (perioché) jó része is. Ennek alapján a kutatók valószínűsítik, hogy az Ab Urbe condita 5 könyves egységekből, ún pentasokból, illetve tízkötetes egységekből, ún. decasokból épült fel.

## Utóélet
„Mily kicsi pergamenekbe szorul nagy Livius itten,

Könyvtáramban alig fér el a teljes egész.”
Martialis epigrammája arra utal, hogy Livius művét már az ókorban elkezdték kivonatolni, rövidíteni. Martialis az Ajándékokról szóló epigrammakötetében mutat be egy ilyen rövidítést, breviáriumot. Livius kivonatolói közül kiemelkedik Florus, Eutropius, Festus, illetve Sextus Rufus.
A későbbi korok történetírói és gondolkodói közül is sokat megihletett Livius műve. Ezek közül a leghíresebb Machiavelli, aki a "Discorsi sopra la prima Deca di Tito Livio" (Értekezések Titus Livius tiz könyvéről) című művében – a "Fejedelemben" írtakkal ellentétben – a köztársasági államforma erényeit elemzi. A XVI. századi Itáliában elméleti vita bontakozott ki arról, hogy Tacitus vagy pedig Livius tekinthető-e inkább a követendő példának az olasz történetírók számára. A tacitisták általában antiklerikálisok voltak, és a politika mélyebb mozgatórugóinak megfejtését tűzték ki célul. A Livius-pártiak, fő képviselőjükkel, Agostino Mascaradival ezzel szemben azt vallották, hogy a történelem elsősorban az erkölcsi nevelés eszköze, és nem szándékoztak bemutatni a politika árnyoldalait. A Livius-hívők támogatták továbbá a hagyományos nagyhatalmakat, és a tridenti zsinat eredményeit. Montesquieu a Rómaiak nagysága és hanyatlása című művének első fele szinte teljes egészében Liviusra vezethető vissza.
A magyar származású történetírók közül kimutatható hatást gyakorolt Vitéz Jánosra, Istvánffy Miklósra (A magyar Livius), Zsámboky Jánosra, Forgách Ferencre és Szamosközy Istvánra. Liviust követi stílusában, illetve a decasokra való felosztásban Bonfini és Galeotto Marzio is. Magyarországi befolyása részben a padovai egyetemen tanuló diákoknak, részben pedig a Mátyás könyvtárában lévő 8 Livius-kódexnek köszönhető.
Grüll Tibor véleménye szerint: "A Város alapításától kezdődő liviusi elbeszélésfolyam összegyűjti és egyetlen narrációvá egyesíti a római történelemre vonatkozó egyéni, kollektív és kulturális emlékeket, amit együttesen történeti hagyománynak hívunk. Livius történelme a római szellem számára nem a számos különös történelem egyike volt, hanem egyetemes történelem, az egyetlen valóban történeti realitás története: maga a világtörténelem. Collingwood ezt a jelenséget így írta le: "Livius elbeszélésének hősei nem emberek, hanem maga az Örök Város: Róma. Ő az aktív cselekvő, akinek a tetteit a történész lejegyzi." Szerb Antal Világirodalom-története szerint a későbbi korok történetírói Liviustól tanulták meg, hogyan kell nemzeti történelmet írni és nemzeti hősöket kreálni.

## Magyarul
- Titus Livius történeti könyvei a város alapításától kezdve; ford. ifj. Schiefner Gyula; Lampel, Pest, 1866 (Római remekírók)
- Paduai Titus Livius első könyve; ford., jegyz. Vajdafy Géza; Első Magyar Egyesületi Ny., Pest, 1868 (Római remekírók)
- Livius XXI. könyve; ford., jegyz. Dávid István; Stampfel, Pozsony, 1881 (Tanulók könyvtára)
- Ab urbe condita cz. művének 21. és 22. könyve; ford. Vajdafy Géza; Lampel, Bp., 1886
- Livius XXII. könyve, 1-3.; ford., jegyz. Dávid István; Stampfel, Pozsony, 1895–1900
- Hannibal útja az Alpeseken át. A rómaiak történetének XXI. könyve; ford., bev. Várdai Béla; Lampel, Bp., 1906 (Magyar könyvtár)
- Szemelvények Titus Livius Római történetéből; jegyz., ford. Pongrátz Elemér; Révai Ny., Bp., 1921 (Bangó tanintézet könyvtára)
- Livius Ab urbe condita XXI. könyve. I-IV. füz.; ford., jegyz. Aczél Dezső; Aczél, Bp., 1929–1930 (Diákkönyvtár)
- Livius XXII. könyve I-V. füz.; ford., jegyz. Aczél Dezső; Aczél, Bp., 1929 (Diákkönyvtár)
- Livius XXIV-XXV. könyve. Fordítás, praeparatio, történelmi és nyelvtani magyarázatokkal; ford., jegyz. Aczél Dezső; Aczél, Bp., 1940 (Diákkönyvtár)
- Livius XXVI-XXIX-XXX. könyve. Fordítás, praeparatio, történelmi és nyelvtani magyarázatokkal. 1-3. füz.; ford. Aczél Dezső; Aczél, Bp., 1940
- A római nép története a város alapításától, 1-7.; ford. Kis Ferencné, Muraközy Gyula, utószó Borzsák István, jegyz. Ritoók Zsigmond, Muraközy Gyula; Európa, Bp., 1963–1976
- A római nép története a város alapításától, 1-4.; ford. Kiss Ferencné, Muraközy Gyula Európa, Bp., 1982 (Bibliotheca classica)

### Szakirodalom
- ↑ Adamik 2009:  Adamik Tamás: Római irodalom: A kezdetektől a nyugatrómai birodalom bukásáig. Budapest: Pesti Kalligram Kft. 2009.  ISBN 9788081012266
- ↑ Ligeti 2006:  Ligeti Dávid Ádám: Titus Livius, az alternatív történetírás atyja. In: Első Század. Budapest, 2006. 20-34. old. 1. szám. Letölthető:www.epa.hu/01600/01639/00001/pdf/
- ↑ Albrecht 2003-2004:  Michael von Albrecht: A római irodalom története I.–II. (ford. Tar Ibolya). Budapest: Balassi Kiadó. 2003–2004.  ISBN 963 506 523 X  és ISBN 9635065744
- ↑ Kecskeméti, Bartók et al. 1993:  Római szerzők 17. századi magyar fordításai / szerkesztette Kecskeméti Gábor ; a szövegeket gondozta és a jegyzeteket írta Bartók István et al. ; az előszót írta Havas László Balassi Kiadó, 1993. Budapest. ISBN 963-7873-39-2
- ↑ Takács: Camillus:  Takács Levente: Livius 5. és 6. könyvének Camillus ábrázolása. Értékeke, történelem, politika (Ph.D. értekezés). Online elérhető: dea.unideb.hu/dea/bitstream/2437/3467/7/Disszertacio.pdf
- Takács Levente: Róma második megalapítója és a "birodalmi ideológia". In: Ókor, 2002, 1. szám. Online:itt
- Borzsák István: A római történeti hagyomány kialakulása (Budapest, 1990)
- Leffler Sámuel: Római irodalomtörténet – A középiskolák felsőbb osztályai számára és a művelt közönség használatára, Lampel Róbert (Wodianer F. és Fiai) Cs. és Kir. könyvkereskedése, Budapest, 1903, 150–153. o.
- Sebestyén Károly: A római irodalom története – szemelvényekkel magyar írók latin műfordításaiból, Lampel Róbert (Wodianer F. és Fiai) Cs. és Kir. Udvari Könyvkereskedés Kiadása, 1902, 102–106. o.